# HR 4523
HR 4523 (HD 102365 / HIP 57443) es una estrella binaria de magnitud aparente +4,89 en la constelación de Centaurus, situada al noroeste de δ Centauri.
Se encuentra a 30,1 años luz de distancia del sistema solar, siendo V857 Centauri y Gliese 433 —a 4,3 y 4,4 años luz respectivamente—, las estrellas conocidas más cercanas a ella.
La componente principal, HR 4523 A (LHS 311 / GJ 442 A), es una enana amarilla de tipo espectral G2V y 5650 ± 100 K de temperatura efectiva.
De menor masa que el Sol —su masa se estima en 0,85 masas solares—, tiene un tamaño ligeramente más pequeño que este.
Gira sobre sí misma con una velocidad de rotación proyectada de sólo 0,3 km/s.
Su luminosidad equivale al 82% de la luminosidad solar y su metalicidad es significativamente menor que la del Sol, entre un 20 y un 33% de la misma.
No muestra actividad cromosférica y parece ser una estrella mucho más antigua que el Sol, con una edad de más de 9000 millones de años.
Considerada miembro del Grupo de Épsilon Indi, lo más probable es que sea una intrusa dentro del mismo, ya que la estrella es más antigua y tiene una composición distinta a la de otros miembros.
La componente secundaria, HR 4523 B (LHS 313 / GJ 442 B), es una enana roja de tipo M4 con una masa estimada igual al 7% de la masa solar y una luminosidad de 7 cienmilésimas de la del Sol. La separación media entre las componentes A y B es de unas 235 UA, casi 8 veces la distancia existente entre Neptuno y el Sol.

## Sistema planetario
En 2011 se descubrió un planeta extrasolar en órbita alrededor de la estrella principal del sistema.
Denominado HD 102365 b, tiene una masa 16 veces mayor que la masa terrestre. Se mueve a una distancia media de 0,46 UA respecto a HR 4523 A, en una órbita considerablemente excéntrica (ε = 0,34) que completa en 122 días.
El planeta parece estar aislado, no existiendo planetas adicionales con una masa mínima ≥ 0,3 veces la masa de Júpiter a una distancia de la estrella igual o inferior a 5 UA.
| Acompañante (En orden desde la estrella) | Masa (MJ)      | Período orbital (días) | Semieje mayor (UA) | Excentricidad |
| ---------------------------------------- | -------------- | ---------------------- | ------------------ | ------------- |
| HD 102365 b                              | > 0,05 ± 0,008 | 122,1 ± 0,3            | 0,46 ± 0,04        | 0,34 ± 0,14   |